# ワインのタンパク質
ワインには、タンパク質が含まれている。その大部分はソーマチン様タンパク質とキチナーゼであり、特に白ワイン中での濁りの形成に関与している。濁りの量は、ワインのフェノールの量に依存する。
いくつかのタンパク質はやっかいなものだと考えられており、そのうちのいくつかはブドウの感染特異的タンパク質である。これらのタンパク質は質量分析で同定され、ブドウ、酵母、細菌、菌類等に由来する。
これらのタンパク質は熱に不安定であるが、ベントナイト等によって除去することができる。このプロセスは、ワインの清澄化及び安定化と呼ばれる。
ゼラチンや卵白等のタンパク質性の清澄剤の残渣が見られることもある。小麦のグルテンが添加されたこともあったが、グルテン不耐症の人が存在することから使われなくなった。